# Gérardmer
Gérardmer (pronuncia gérarmé; Gerdsee in tedesco) è un comune francese di 9.393 abitanti situato nel dipartimento dei Vosgi nella regione del Grand Est.

## Geografia fisica
Gérardmer si trova sulle sponde del lago omonimo, a un'altitudine media di 670 m. L'altitudine minore, 584 m, è a Vologne verso Granges. Il punto più elevato è la Tête de Grouvelin che raggiunge i 1.137 m.
Il comune comprende grandi spazi di bosco, in totale 3.721 ha (ci sono più di 5 milioni di abeti e conifere).

### Formazione della valle dei laghi
Durante il quaternario, il massiccio dei Vosgi ha conosciuto una serie di glaciazioni, ma è durante l'ultima fase, quella della Glaciazione di Würm (80 000 - 10 000 a.C. circa), che sono nati i tre laghi. 
- Il primo, il lago di Retournemer, è un lago di circo glaciale.
- Il secondo, il lago di Longemer, occupa un bacino situato nell'antico letto del ghiacciaio.
- Il terzo, il lago di Gérardmer, è trattenuto da una morena terminale che blocca la valle nel suo digradare.

## Toponimo
Il dilemma sulla pronuncia Gérardmer o Gérardmé si risolve ricorrendo all'etimologia. In patois, mô significa « mare », e moué significa « casa con campo coltivato » (mansus in tardo latino, mas in lingua d'oc, meix in lingua d'oil, e moué nel patois della campagna dei Vosgi). Gli abitanti della valle, designando i laghi, pronunciano Longemô per Longemer, R'tôn mô per Retournemer e Girômoué per Gérardmer. Tale differenza di pronuncia permette dunque di affermare che è il mare = lago che è all'origine di Longemer e Retournemer, ma è soprattutto della casa con campo che si parla quando si designa Gérardmer. Così, il lago di Gérardmer si dice « lè mô d'Girômoué » e non « Girômô ».
Conviene dunque dire Gérardmé, e ugualmente Géromé o Giromé se si vuole essere del tutto logici. In effetti, il primo elemento del nome non è l'antroponimo Gérard, come lascia supporre la grafia corrente, ma Géraud (o Giraud), forma di derivazione germanica di Gerwald, mentre Gérard viene da Gerhard.

### Il nome nel tempo
| - Geramer, 1285 - Giramoix, 1343 - Giralmeiz, XIV secolo - Giralmeix, XIV secolo - Giralmer, 1418 - Geroltsze, 1426 - Geroltsehe, 1484 - Geroltzsee, 1484 - Giramer, 1493 - Giralmei, 1549 - Gyraulmey, 1556 - Girardmer, 1565 | - Gerardmer, Girameix, Gerameix, 1567 - Giraulmeix, 1569 - Giraulmer, 1571 - Giraumeix, 1580 - Gerentsee, 1580 - Gerolt See, 1588 - Giradmer, 1594 - Girardmer, 1596 - Giraumey o Girarmer, 1656 - Jerosmé, 1663 - Gérarmer, Gerardi Mare, 1768 - Gérardmer, volg. Giraumeix, 1779 |

## Società

### Evoluzione demografica
Abitanti censiti

## Amministrazione

### Gemellaggi
- Le Locle, dal 1964[2]
- Tidermène
- Waremme

## Sport
- Nel 2005 Gérardmer ha ospitato l'arrivo dell'8ª tappa del Tour de France. La tappa, con partenza da Pforzheim, è stata vinta dall'olandese Pieter Weening.